# 1395
1395 (MCCCXCV) je bilo navadno leto, ki se je po julijanskem koledarju začelo na petek.

## Dogodki
- 17. maj - Bitka na Rovinah

Neznan datum
- Timurlenk premaga Zlato hordo in prodre v Kazan, Astrahan in na Krim.

## Rojstva
Neznan datum
- Gregorij iz Trebizonda, bizantinski humanist in filozof († 1472)
- Fra Angelico, italijanski renesančni slikar († 1455)

## Smrti
- 13. marec - John Barbour, škotski pesnik (* 1320)
- 26. april - Katarina Luksemburška, češka plemikinja, avstrijska in bavarska vojovodinja, brandenburška mejna grofinja (* 1342)
- 17. maj - Marija I. Ogrska, kraljica Ogrske in Hrvaške (* 1371)
- 25. maj - Marko Mrnjavčević, srbski kralj * okoli 1335)
- 3. junij - Ivan Šišman, bolgarski car (* 1350)
- 29. avgust - Albert III. Habsburški, avstrijski vojvoda, habsburški grof (VII.) (* 1349)

Neznan datum
- Guillaume Tirel, francoski dvorni kuhar in gurman (* 1310)
- Ramesuan, tajski kralj Ajutije (* 1339)